# Torre Veneri
Torre Veneri è una torre costiera del Salento, posta lungo il litorale del comune di Lecce.

## Struttura
Torre Veneri è una torre costiera edificata verso la fine del XVI secolo per far fronte alle incursioni dei turchi ottomani  nel Salento e sorge su un lieve sperone roccioso.
La torre presenta una struttura troncopiramidale dalla base fino al cordolo, mentre termina in forma parallelepipeda. Costruita su due piani, presenta al pian terreno una cisterna e una scala in pietra che conduce al primo piano. Quest'ultimo, con volte a crociera conserva ancora l'antico camino e una scala che conduce al terrazzo.